# Comuna Voloca pe Derelui, Adâncata
Voloca pe Derelui (în ucraineană Волока, transliterat: Voloka, în rusă Волока și în germană Woloka am Derelui sau Woloka) este o comună în raionul Adâncata, regiunea Cernăuți, Ucraina, formată din satele Grușăuți și Voloca pe Derelui (reședința).  Are 3,035 locuitori, preponderent români.
Satul este situat la o altitudine de 193 metri, în partea de nord a raionului Adâncata, la o distanță de 10 km de orașul Cernăuți. De această comună depinde administrativ satul Grușăuți.
Începând din anul 1991, satul Voloca pe Derelui face parte din raionul Adâncata al regiunii Cernăuți din cadrul Ucrainei independente. 

## Demografie
Componența lingvistică a comunei Voloca pe Derelui
     Română (97,68%)
     Ucraineană (1,89%)
     Alte limbi (0,43%)
Conform recensământului din 2001, majoritatea populației comunei Voloca pe Derelui era vorbitoare de română (97,68%), existând în minoritate și vorbitori de ucraineană (1,89%).